# Monumento ai Caduti (La Spezia)
Il monumento ai Caduti della Spezia sorge al centro di Piazzale del Marinaio, di fronte al lungomare Morin. È costituito da una struttura architettonica sulla quale è stata collocata la Vittoria Alata, bronzo realizzato nel 1922 dallo scultore Angiolo Del Santo a ricordo dei caduti nella Prima guerra mondiale. 
La statua e il monumento sono censiti nel Catalogo dei Beni Culturali Italiani.

## Storia
La fine della Grande guerra era stata interpretata dallo scultore Angiolo Del Santo con la figura della Vittoria Alata e concepita appositamente per essere collocata, in memoria dei Caduti, sull'angolo del Palazzo Civico verso corso Cavour.  

Allo scoppio della seconda guerra mondiale la scultura era stata rimossa dalla sua collocazione originaria e posta al sicuro. 
Terminato il conflitto e andato distrutto il Palazzo Civico, nel 1951 un nuovo Monumento ai Caduti è stato eretto nel Piazzale del Marinaio.

## Architettura
La struttura del monumento è composta da un elemento verticale in pietra bocciardata, eretto su un basamento con scale frontali, al centro di una pedana rialzata di tre gradini. 

L’opera di Angiolo Del Santo è collocata sulla fronte del monumento e rappresenta una figura femminile alata nell'atto di spiccare il volo e con la punta del piede preme sulla testa di Medusa.

Ai lati della statua sono apposti anche due bassorilievi bronzei, dello scultore Arduino Ambrosini, di soggetto allegorico che si riferiscono ai combattimenti delle ultime guerre. 
Nel 1982 al monumento è stata apposta anche una lapide in bronzo in ricordo dei marinai della corazzata Roma (mare della Maddalena, 9 settembre 1943).